# Янгурча
Янгурча (баш. Ямғырсы) — село в Стерлибашевском районе Башкортостана, административный центр Янгурчинского сельсовета.

## Географическое положение
Расстояние до:
- районного центра (Стерлибашево): 21 км,
- ближайшей ж/д станции (Стерлитамак): 77 км.

## Население
| 2002 | 2009 | 2010 |
| ---- | ---- | ---- |
| 428  | ↘399 | ↘388 |

Национальный состав
Согласно переписи 2002 года, преобладающая национальность — татары (73 %).

## Религия
В селе есть мечеть.

## Известные уроженцы
- Фахреев, Габдельхай Гимадиевич (4 сентября 1929 — 31 августа 1991) — актёр Башкирского театра драмы им. Гафури, Народный артист БАССР (1974), Народный артист РСФСР (1991)[5][6].